# Сундрарит
Сундрарит (лат. Sundraritus; умер не ранее 619) — лангобардский герцог Павии (упоминается в 610-е годы).

## Биография
О Сундрарите сообщается в «Копенгагенском продолжении „Хроники“ Проспера Аквитанского».
Происхождение Сундрарита неизвестно. Молодые годы он провёл при дворе короля Агилульфа и сделался здесь воином. Во время правления этого монарха Сундрарит стал одним из наиболее высокопоставленных персон Лангобардского королевства. Об этом свидетельствует титул «maximus dux», с которым он упоминается в «Копенгагенском продолжении „Хроники“ Проспера Аквитанского». Этим монархом Сундрарит был назначен дуксом (герцогом) столицы Лангобардского королевства Павии (в античную и раннесредневековую эпохи — Тицин). Предыдущим известным правителем этого города был казнённый в 596 или 597 году герцог Варнекаут.
От Агилульфа Сундрарит получил и имущество в верхней части долины Треббии с половиной дохода от находившихся там соляных копей. С разрешения членов лангобардской королевской семьи — короля Агилульфа и его жены Теоделинды — в 612—614 годах ирландский миссионер Колумбан основал здесь аббатство Боббио. В составленном по этому случаю документе Сундрарит упоминался с титулом «vir magnificus».
После смерти в 615 или 616 году Агилульфа Сундрарит, командующий королевским войском, стал одним из приближённых овдовевшей Теоделинды, управлявшей королевством в малолетство своего сына Аделоальда. В первые годы после смерти Агилульфа Сундрарит успешно сражался с византийской армией, возглавлявшейся экзархом Равенны Элефтерием. Хотя инициаторами войны были византийцы, они потерпели несколько поражений, и Элефтерий был вынужден заключить с лангобардами перемирие. Условием мира стало возобновление ежегодных византийских выплат лангобардам в пять кентенариев золота: эта дань была возложена Агилульфом на прежнего экзарха Каллиника ещё в 598 году. Предполагается, что одним из последствий побед Сундрарита стало заключение тайного соглашения между двором короля Аделоальда и Элефтерием. Скорее всего, договор подразумевал если не военную помощь экзарху в планировавшемся им мятеже против императора Ираклия I, то нейтралитет лангобардов во время этой междоусобицы в Византийской Италии.

## Комментарии
1. ↑  В «Копенгагенском продолжении „Хроники“ Проспера Аквитанского» военные действия с участием Сундрарита относятся ещё к правлению Агилульфа. Однако, скорее всего, данное свидетельство ошибочно и эти события нужно датировать временем уже после смерти короля лангобардов[12].